# Copelatus insolitus
Copelatus insolitus är en skalbaggsart som beskrevs av Louis Alexandre Auguste Chevrolat 1863. Copelatus insolitus ingår i släktet Copelatus och familjen dykare. Inga underarter finns listade i Catalogue of Life.